# ۵۳۴ (قمری)
۵۳۴ (قمری)، پانصد و سی و چهارمین سال در گاهشماری هجری قمری است. اول محرم این سال برابر با چهارم سپتامبر سال ۱۱۳۹ میلادی است.